# سیارک ۱۷۹۲۵
سیارک ۱۷۹۲۵ (به انگلیسی: 17925 Dougweinberg، نامگذاری:1999GQ17) هفده هزار و نهصد و بیست و پنجمین سیارک کشف شده‌است که در ۱۵ آوریل ۱۹۹۹ کشف شد.
قدر مطلق سیارک برابر ۱۲.۳ است.